# Burza (sztuka)

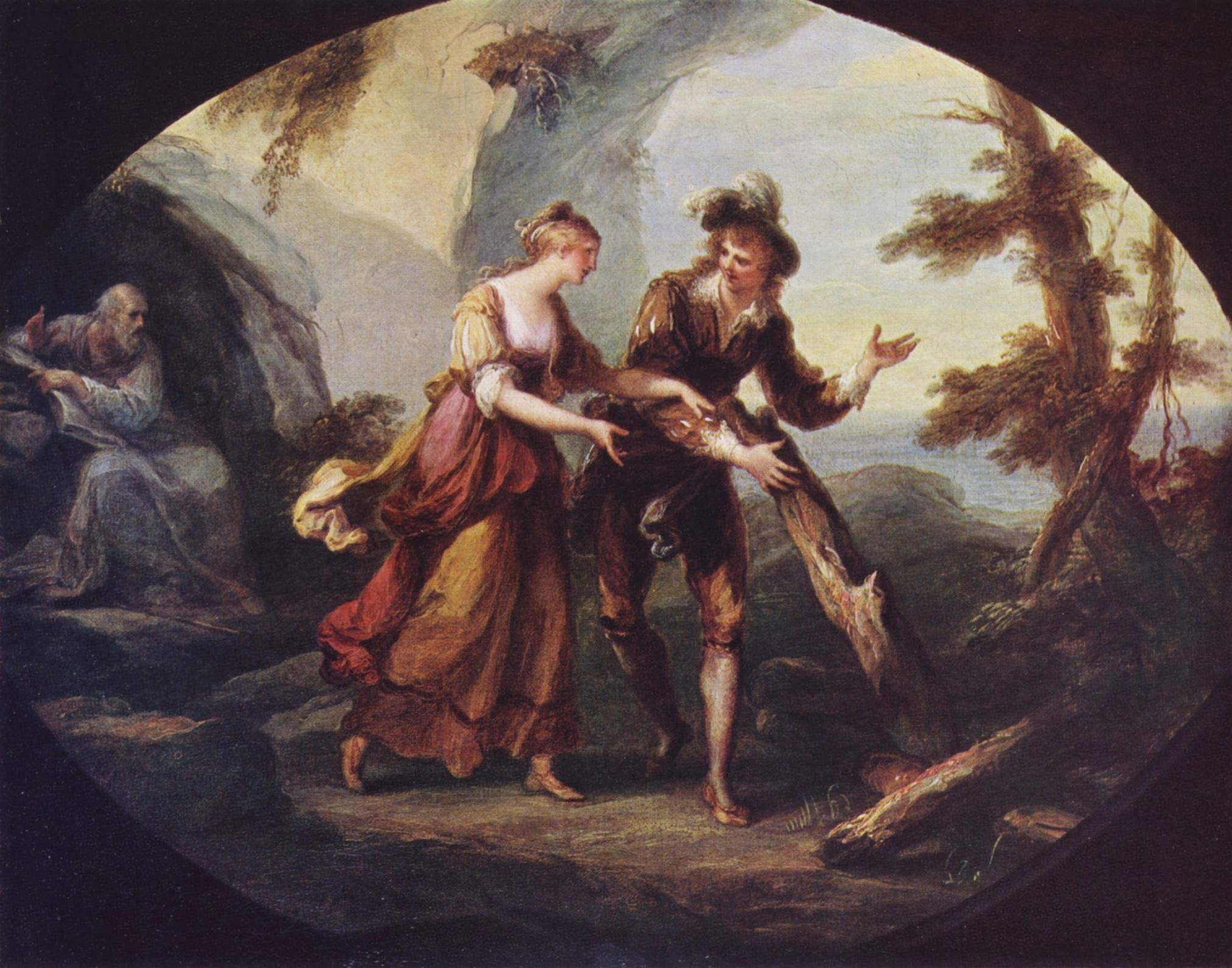
Miranda i Ferdynand (1782)

Burza (ang. The Tempest) – sztuka autorstwa Williama Szekspira. Dawniej uznawano ją za komedię, co jest jednak dyskusyjne z powodu elementów, które pomniejszają komediowy wydźwięk. Obecnie jest często uznawana za romans.
Burza jest jedną z ostatnich sztuk Szekspira, a zarazem jedyną, w której Szekspir zachował zasadę trzech jedności: czasu, miejsca i akcji. Przedstawione wydarzenia rozgrywają się w przeciągu kilku godzin na odległej wyspie. Uznana w początkowych latach swojego istnienia za przeciętną, współcześnie coraz częściej jest doceniania i rozważana jako jedno z największych dzieł barda ze Stratford. Sztuka ta nie zdobyła popularności do momentu zamknięcia teatrów w Anglii w 1642 roku, zaś po restauracji Stuartów uwagę widowni przykuwały tylko adaptacje. Oryginalna wersja ponownie pojawiła się w teatrach dopiero w połowie XIX wieku.

## Źródła, wydanie i pierwsze inscenizacje
Burza jest jedną z nielicznych sztuk Szekspira, dla których nie da się jednoznacznie wskazać źródła. Mimo to niektórzy badacze wskazują na The Decades of the New Worlde Or West India (1555) i Naufragium Erazma z Rotterdamu jako prawdopodobne inspiracje do jej stworzenia. Oprócz tego na uwagę zasługuje fakt, iż w 1609 roku jeden z angielskich płynących do Ameryki statków podczas burzy odłączył się od konwoju i rozbił u wybrzeży Wysp Bermudzkich. Rozbitkom udało się wybudować dwa nowe statki i wrócić do domu. Historia ta, popularna i szeroko komentowana wówczas w Londynie, nasuwa skojarzenia z fabułą Burzy.
Jeśli chodzi o styl, utwór ten opiera się na zasadach proponowanych przez włoską commedia dell’arte, gdzie zdarzało się, że pojawiała się postać o nadprzyrodzonych zdolnościach i jej córka. Dwójkę bohaterów Burzy, o imionach Stefano i Trinkulo, można porównać do wywodzących się z tego nurtu Bringhelli i Arlekina.
Pierwsze znane przedstawienie miało miejsce 1 listopada 1611 roku w Whitehall Palace w Londynie. Była to jedna z ośmiu sztuk Szekspira, które uświetniły uroczystości weselne Fryderyka V, palatyna reńskiego. Publikacja Burzy miała miejsce w „Pierwszym Folio” w 1623 roku, gdzie jest zaliczona do komedii; rozpoczyna jednocześnie cały ich cykl. W 1746 roku jej tekst uległ modyfikacjom, aby mogła zostać wystawiona w Theatre Royal przy Drury Lane.

## Fabuła

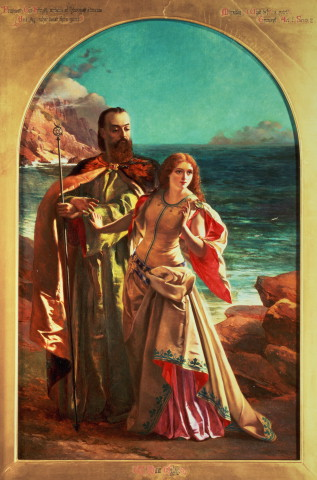
Prospero i Miranda (ok. 1850)

Prospero, prawowity książę Mediolanu, pozbawiony tronu przez swego brata Antonia, wspomaganego przez Alonsa, króla Neapolu, zostaje wraz z córką Mirandą wyprawiony na morze w łodzi, którą Neapolitańczyk Gonzalo w sekrecie zaopatrzył w wodę i żywność oraz książki. Wygnańcy trafiają na wyspę, gdzie spędzą dwanaście lat. Dzięki swoim umiejętnościom magicznym Prospero uwalnia ducha Ariela, uwięzionego w pniu drzewa przez wiedźmę Sykoraks. Ariel staje się jego sługą i niewolnikiem.
Przed ich przybyciem na wyspę jedyną ludzką istotą był tu Kaliban, syn Sykoraks. Oprowadza rozbitków po wyspie, oni zaś odwdzięczają mu się, ucząc go swego języka i religii. Kaliban usiłuje zgwałcić Mirandę, za co Prospero więzi go w jaskini.
Akcja sztuki rozpoczyna się w momencie, gdy w pobliżu wyspy, na której przebywają bohaterowie, przepływa statek. Płyną nim między innymi Antonio, Gonzalo oraz Alonso wraz z synem Ferdynandem i bratem Sebastianem. Prospero wywołuje tytułową burzę, która sprawia, że statek ulega katastrofie, a jego pasażerowie bez większych obrażeń trafiają na wyspę.
Wypełniający polecenia Prospera Ariel manipuluje rozproszonymi na wyspie rozbitkami. Jego czary powodują, że Ferdynand i Miranda zakochują się w sobie, młodzieniec zaś staje się posłuszny czarodziejowi, aby uzyskać rękę jego córki. W kolejnym epizodzie Kaliban wraz z dwoma pijakami ze statku podejmuje groteskową próbę zamordowania Prospera i przejęcia władzy na wyspie. Trzecim elementem fabuły jest plan zamordowania Alonsa przez Sebastiana i Antonia, którego efektem ma być koronacja Sebastiana. W scenie finałowej dochodzi do spotkania wszystkich głównych bohaterów. Prospero przebacza Alonso i planuje wspólny powrót do Włoch.

## Postacie
- Alonso – król Neapolu
- Sebastian – brat Alonsa

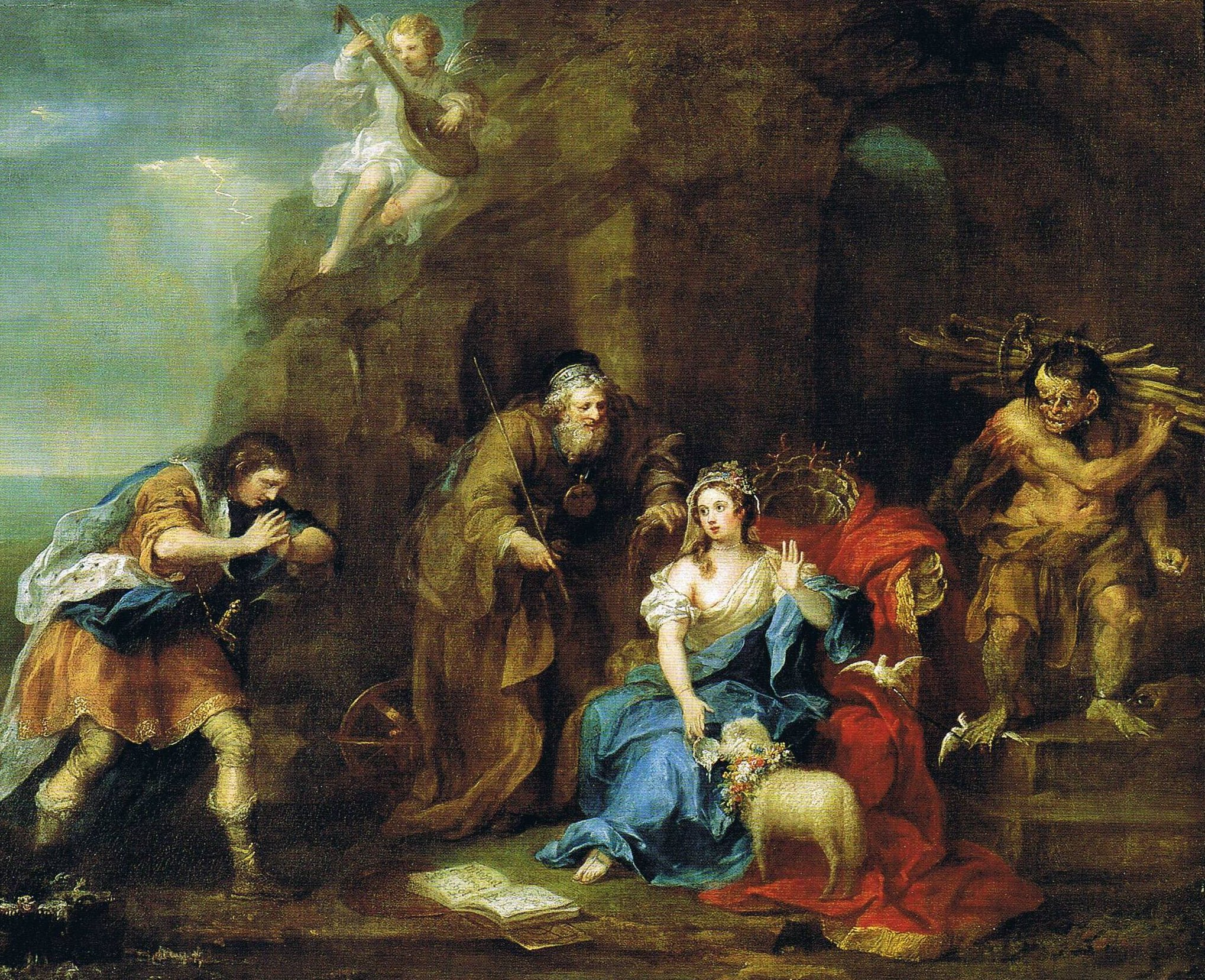
Scena z Burzy pędzla Williama Hogartha (ok. 1728)

- Prospero – prawowity władca Mediolanu (Prospero znaczy „sprzyjające szczęście”)
- Antonio – brat Prospera uzurpujący sobie prawo do władzy
- Ferdynand – syn króla Neapolu
- Gonzalo – szczery zwolennik Prospera w podeszłym wieku, doradca króla
- Adrian i Francisco – możni panowie
- Kaliban – syn wiedźmy
- Trinkulo – błazen
- Stefano – pijak, kamerdyner
- Miranda – córka Prospera
- Ariel – duch (w języku hebrajskim imię to znaczy „boży lew”)
- bosman
- Sykoraks – wiedźma, matka Kalibana

## Polskie tłumaczenia i interpretacje
Najstarszym polskim przekładem Burzy jest opublikowany w 1841 roku przekład autorstwa Ignacego Hołowińskiego. Autorami innych tłumaczeń dzieła są: Józef Paszkowski, Adam Pług, Leon Ulrich, Wojciech Dzieduszycki, Władysław Tarnawski, Maciej Słomczyński, Stanisław Barańczak, Jerzy S. Sito, Zofia Siwicka, Czesław Jastrzębiec-Kozłowski i Piotr Kamiński.
Pierwsza polska inscenizacja tej sztuki miała miejsce w Teatrze Polskim w Warszawie 4 września 1913 roku, wyreżyserował ją Józef Sosnowski. Pierwszy raz po wojnie można było zobaczyć ją w Teatrze Wojska Polskiego w Łodzi 19 lipca 1947 roku, gdzie funkcję reżysera pełnił Leon Schiller. Burza była także inscenizowana między innymi przez Teatr Rozmaitości w Warszawie.
Spektakle Teatru Telewizji:
- 1964 w reżyserii Krystyny Skuszanki
- 1991 w reżyserii Laco Adamíka; Zbigniew Zapasiewicz wystąpił w tym spektaklu zarówno w roli Prospera, jak i Kalibana

## Odniesienia doBurzyw kulturze
Literatura

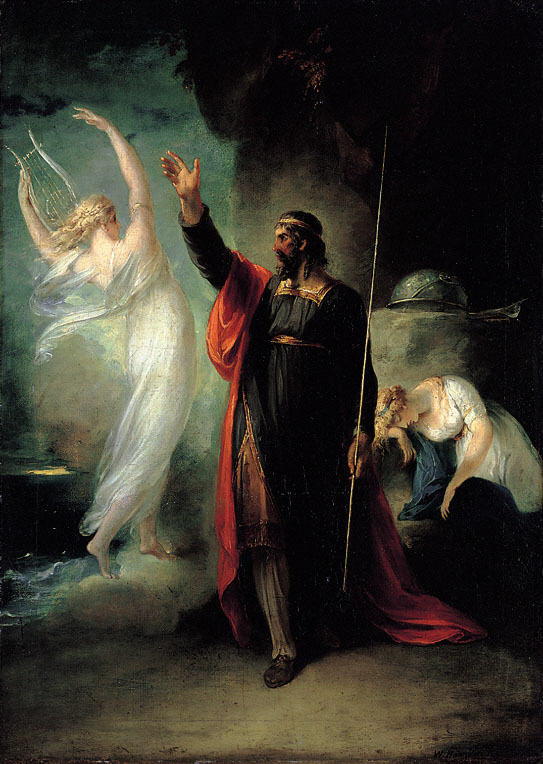
Prospero i Ariel, William Hamilton, 1797

- Burze Karen Blixen – w opowiadaniu z tomu Anegdoty o przeznaczeniu jest wątek wystawienia Burzy. Główna bohaterka otrzymuje rolę Ariela. Ponadto fabuła opowiadania nawiązuje do Burzy.

- Miranda Antoniego Langego – inspiracja i nawiązania do Burzy.
- Nowy wspaniały świat Aldousa Huxleya – wypowiedź Mirandy na widok nieznajomych O, co za widok! Tyle cudnych istot! Piękna jest ludzkość! O nowy, wspaniały, świat, w którym żyją tacy ludzie! jest cytatem z Burzy (przekład Stanisława Barańczaka).
- Mag Johna Fowlesa – paralele pomiędzy bohaterami powieści a dramatu Burza.
- Ilion/Olimp Dana Simmonsa – trawestacja wielu motywów z Burzy, m.in. nazwanie części pierwszoplanowych bohaterów szekspirowskimi imionami i nadanie im podobnych ról.
- Madame Antoniego Libery – nazwanie aktora teatralnego imieniem Prospero.
- Ręka mistrza Stephena Kinga – cytat z Burzy: Ojciec na dnie morza spoczął (...) Blade perły w miejscu oczu.
- Epizod komiksu Sandman Neila Gaimana – ukazanie procesu powstawania obiecanej przez Szekspira sztuki Władca snów.
- Nic w płaszczu Prospera Tadeusza Różewicza
- Czas Kalibana Tada Williamsa
- The Savage Anomaly The Power of Spinoza’s Metaphysics and Politics Antonio Negriego
- Rzecz-pospolita Antonio Negriego i Michaela Hardta
- Manga i anime Zetsuen no Tempest Kyou’a i Rena
- Wojna Kalibana Jamesa S.A. Coreya
- Czarci pomiot Margaret Atwood
- Śnieżyca Bartka Biedrzyckiego – inspiracja fabułą Zakazanej planety.

Muzyka
- Wolfgang Amadeus Mozart planował napisanie opery, opartej na Burzy[12].
- Sonata nr 17 Ludwiga van Beethovena według niektórych badaczy jest oparta na Burzy, jest to jednak często podawane w wątpliwość[13].
- Jacques Fromental Halévy - La Tempesta (Burza) 1850 - jedna z dwóch wystawianych do dzisiaj oper Halévy'ego (ostatnie przedstawienie Wexford Festival Opera, 2022) [14][15].
- Lelio, czyli Powrót do życia op.14b Hectora Berlioza
- Opera Zaczarowana wyspa reżysera i scenarzysty Jeremy’ego Samsa – wykorzystanie wątków Burzy.
- Początek refrenu w utworze Byronic Man zespołu Cradle of Filth brzmi: They call me bad, mad Caliban with manners dangerous to know...
- Nazwa niemieckiej grupy muzycznej Caliban nawiązuje do imienia zdeformowanego syna czarownicy Sykoraks, Kalibana. Tekst utworu tej grupy pt. „Caliban’s Revenge”, zawarty na albumie Say Hello to Tragedy z 2009, nawiązuje bezpośrednio do historii Kalibana[16].
- Album Hell Is Empty and All the Devils Are Here (Piekło jest puste, a wszystkie diabły są tutaj) Anaal Nathrakh – nazwa to cytat z Burzy.
- Mirosław Czyżykiewicz skomponował muzykę do Piosenki marynarskiej w tłumaczeniu Stanisława Barańczaka i zamieścił swoje wykonanie na albumie Ma chérie wydanym w 2013 roku

Film
- Zakazana planeta w reżyserii Freda Wilcoxa – inspiracja fabułą Burzy.
- Serial Zagubieni – bohaterowie po katastrofie samolotu mierzą się z tajemniczymi siłami na tropikalnej wyspie, co przypomina fabułę Burzy.
- Burza w reżyserii Julie Taymor – postać króla Prospera zastąpiono kobietą, królową Prosperą, odtwarzaną przez Helen Mirren.
- Księgi Prospera (Prospero’s Books) Petera Greenawaya.

Gry komputerowe
- Fahrenheit – książka i cytat z niej jest jednym z motywów.
- Silent Hill: Origins – występowanie potworów Calibana i Ariel, inspirowanych sztuką, widzianą przez Alessę Gillespie w Artaud Theater.
- Life is Strange: Before the Storm – w drugim epizodzie, główne bohaterki odgrywają część sztuki, podczas szkolnego przedstawienia teatralnego.